# 波兰天主教
波蘭天主教（英語：Catholic Church in Poland、波蘭語：Kościół katolicki w Polsce）自從波蘭在966年正式接受基督教以來，天主教會就在這個國家的宗教、文化和政治中扮演重要角色。與世界其他地方一樣，波蘭的天主教會也接受教宗的精神領導。拉丁禮教會共有41個教區。波蘭境內有三個烏克蘭希臘禮天主教會的教區，亞美尼亞禮天主教會的成員則隸屬於亞美尼亞禮天主教波蘭教長區。

## 歷史
數個世紀以來，波蘭是一個突出的天主教國家，大部分波蘭人信奉天主教已經成為波蘭文化特色的一部分。這在歷史上使波蘭文化與以路德宗為主的毗鄰的德國以及以東信奉東正教的國家相區別開來。在外國占領時期，天主教會仍然是許多波蘭人為獨立和民族生存而戰的文化堡壘。例如，在17世紀，在琴斯托霍瓦的光明山修道院成功地抵抗了瑞典的圍攻，成為抵抗佔領的象徵。
第二次世界大戰後蘇聯控制的波兰统一工人党政權允許教會繼續履行任務。1978年，波蘭人卡羅爾·約澤夫·沃伊蒂瓦樞機主教當選教宗成為若望保祿二世，更進一步強化教會的影響，這位波蘭籍教宗多次回國訪問，成為信徒和反對政權者的焦點。

## 波蘭天主教徒的數量
目前88%波蘭人信仰天主教，58%為忠實履行信仰義務的教友根據波蘭輿論調查中心資料。 CIA Factbook的數據為89.8%屬於天主教會，75%為忠實履行信仰義務的教友。雖然出席宗教儀式者的比率已經低於過去，但是波蘭仍然是歐洲最虔誠的國家之一。天主教在許多波蘭人的生活中扮演重要角色，天主教會在波蘭享有極大的社會威望和政治影響。。教會被信徒和非信徒所廣泛尊重，非信徒也認為教會是波蘭文化遺產的標誌。塔爾努夫是波蘭最虔誠的城市，而羅茲是虔誠程度最低的城市。大體上，波蘭的南部和東部較之西部和北部更為虔誠。不過，佔壓倒性多數的波蘭人繼續自稱為天主教徒。

## 教区
| - 总教区 - 教区 |

各教区及其拉丁语名称：
- 天主教比亚韦斯托克总教区, Bialostocensis (1)
  - 天主教德罗希琴教区, Drohiczinensis (2)
  - 天主教沃姆扎教区, Lomzensis (3)
- 天主教克拉科夫总教区, Cracoviensis (4)
  - 天主教别尔斯科–日维茨教区, Bielscensis-Zyviecensis (5)
  - 天主教凯尔采教区, Kielcensis (6)
  - 天主教塔尔努夫教区, Tarnoviensis (7)
- 天主教琴斯托霍瓦总教区, Czestochoviensis (8)
  - 天主教拉多姆教区, Radomensis (9)
  - 天主教索斯诺维茨教区, Sosnoviensis (10)
- 天主教格但斯克总教区, Gedanensis (11)
  - 天主教佩尔普林教区, Pelplinensis (12)
  - 天主教托伦教区, Thoruniensis (13)
- 天主教格涅兹诺总教区, Gnesnensis (14)
  - 天主教比得哥什教区, Bydgostiensis (15)
  - 天主教弗沃茨瓦韦克教区, Vladislaviensis (16)
- 天主教卡托维兹总教区, Katovicensis (17)
  - 天主教格利维采教区, Glivicensis (18)
  - 天主教奥波莱教区, Opoliensis (19)
- 天主教罗兹总教区, Lodziensis (20)
  - 天主教沃维奇教区, Lovicensis (21)
- 天主教卢布林总教区, Lublinensis (22)
  - 天主教桑多梅日教区, Sandomiriensis (23)
  - 天主教谢德尔采教区, Siedlecensis (24)
- 天主教波兹南总教区, Posnaniensis (25)
  - 天主教卡利什教区, Calissiensis (26)
- 天主教普热梅希尔总教区, Premisliensis (27)
  - 天主教热舒夫教区, Rzeszoviensis (28)
  - 天主教扎莫希奇-卢巴丘夫教区, Zamosciensis-Lubaczoviensis (29)
- 天主教什切青-卡缅总教区, Sedinensis-Caminensis (30)
  - 天主教科沙林-科沃布日格教区, Coslinensis-Colubreganus (31)
  - 天主教绿山城-戈茹夫教区, Viridimontanensis-Gorzoviensis (32)
- 天主教瓦尔米亚总教区 , Varmiensis (33)
  - 天主教埃尔布隆格教区, Elbingensis (34)
  - 天主教埃乌克教区, Liccanensis (35)
- 天主教华沙总教区, Varsaviensis (36)
  - 天主教普沃茨克教区, Plocensis (37)
  - 天主教华沙-布拉格教区, Varsaviensis-Pragensis (38)
- 天主教弗罗茨瓦夫总教区, Vratislaviensis (39)
  - 天主教莱格尼察教区, Legnicensis (40)
  - 天主教希维德尼察教区, Suidniciensis (41)